# Koguel
Koguel (auch: Tampéna, Tampéna Bakanou, Tempéna Bakani, Tempéna Bakano) ist ein Dorf in der Landgemeinde Makalondi in Niger.

## Geographie
Das Dorf liegt an der Staatsgrenze zu Burkina Faso. Es befindet sich rund 42 Kilometer westlich des Hauptorts Makalondi der gleichnamigen Landgemeinde, die zum Departement Torodi in der Region Tillabéri gehört. Zu den Siedlungen in der näheren Umgebung von Koguel zählen Kodjaga im Nordwesten, Koutougou im Nordosten und Boni im Süden.
Koguel ist Teil der Übergangszone zwischen Sahel und Sudan. Die durchschnittliche jährliche Niederschlagsmenge beträgt hier zwischen 500 und 600 mm.

## Geschichte
Die Region Tillabéri und insbesondere das Departement Torodi waren ab 2019 verstärkt der Gefährdung durch nichtstaatliche bewaffnete Gruppen ausgesetzt. Diese äußerte sich in Angriffen, Morden, Entführungen, Plünderungen und Einschüchterungen. Koguel gehörte zu den Dörfern, aus denen deswegen Anfang 2021 Menschen flüchteten.

## Bevölkerung
Bei der Volkszählung 2012 hatte Koguel 1016 Einwohner, die in 142 Haushalten lebten. Bei der Volkszählung 2001 betrug die Einwohnerzahl 585 in 62 Haushalten und bei der Volkszählung 1988 belief sich die Einwohnerzahl auf 1017 in 110 Haushalten.

## Wirtschaft und Infrastruktur
Im Dorf gibt es einen Wochenmarkt. Der Markttag ist Dienstag.